# 樊丽明
樊丽明（1958年10月26日—），女，山东高青人，经济学博士。

## 生平
山东大学经济学系毕业，后取得湖北财经学院财政金融系硕士、财政部财政科学研究所经济学博士，历任山东大学经济学系副主任、经济学院副院长、院长、副校长。2012年6月任上海财经大学校长。2017年7月任山东大学校长（副部长级）。2018年2月24日，当选为第十三届全国人大代表。2022年6月，不再担任山东大学校长。
主要研究方向为财政理论与政策、税收理论与制度和高等教育管理。